# Le Tarent
Le Tarent is met zijn 2.547 meter de hoogste berg van de Freiburger Alpen, gelegen in het kanton Vaud. De berg ligt ten noorden van en boven het dorp Les Diablerets en is de hoogste top van het massief. Gelegen op een heuvelrug die wordt beëindigd door de Pic Chaussy in het westen en de Cape au Moine in het oosten, wordt het omringd door twee secundaire toppen: Le Châtillon (2.477 m) in het westen en La Pare (2.540 m) in het oosten. Het massief kijkt uit over de vallei van Ormonts in het zuiden, de Col des Mosses in het westen en L'Étivaz in het noorden.